# Наміри
«Наміри» (англ. Intentions) — збірка критичних есе ірландського письменника Оскара Вайлда. Опублікована 1891 року.
До збірки ввійшли такі есе:
- «Занепад брехні» (англ. The Decay of Lying) — в есе «доводиться», що мистецтво не виражає нічого, окрім самого себе; погане мистецтво виникає, коли ми звертаємося до життя і природи, а також те, що життя імітує мистецтво більше, аніж мистецтво життя.

- «Перо, полотно та отрута» (англ. Pen, Pencil, and Poison) — це захоплива літературна оцінка життя Томаса Гріффітса Вайнврайта (англ. Thomas Griffiths Wainewright) — талановитого живописця, мистецтвознавця, антиквара і вбивці.

- «Критик як митець» (англ. The Critic as Artist) — в цьому есе відстоюється думка, що критика є важливою частиною творіння, а також те, що критик не мусить бути чесним, раціональним та щирим, а має мати «характер, гостро чутливий до краси».

- «Істина масок» (англ. The Truth of Masks) — Вайлд повертається до теми мистецтва як до винахідного і творчого зображення. Це есе зосереджує свою увагу на масках, зміні зовнішнього вигляду та костюмах у Шекспіра.

## Сприйняття
І. Федоренко — рецензент «Літературно-наукового вісника» — позитивно оцінив збірку «Наміри»:
|  | «Саломе», казки його й оповідання належать до найкращого, що видала світова література для великого загалу. «Intentions» (наміри) менш доступні для загалу. Се збірка мистецько-критичних студій, які досконалістю зовнішньої форми та красою мови стоять нарівні з самостійними творами мистецтва. |